# Leptotarsus (Xenotipula) cisatlanticus
Leptotarsus (Xenotipula) cisatlanticus is een tweevleugelige uit de familie langpootmuggen (Tipulidae). De soort komt voor in het Neotropisch gebied.